# Ferdinand IV av Kastilien

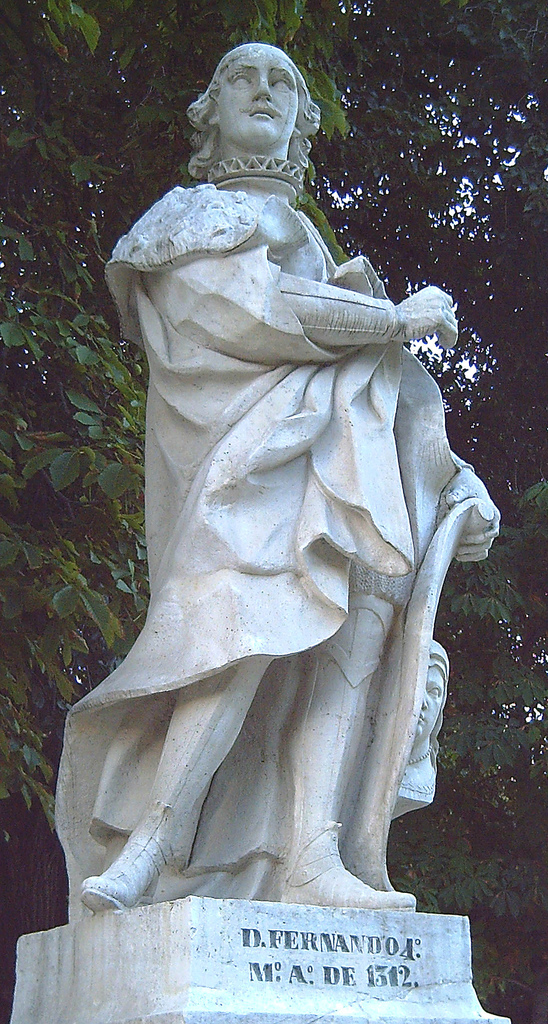
Ferdinand IV av Kastilien.

Ferdinand IV av Kastilien, född 6 december 1285 i Sevilla, död 7 september 1312 i Jaén, var en monark (kung) av Kastilien. 

## Biografi
Ferdinand var äldste son till Sancho IV av Kastilien. Han blev från 1295 kung av Kastilien och León, under modern Maria de Molinas förmyndarskap 1295 till 1301. Han regerade utan framgång och efterlämnade riket i förvirring.
Precis som sina föregångare till tronen fortsatte Ferdinand IV kampen för att återta Spanien och trots att han misslyckades i sitt försök att erövra Algeciras 1309, intog han staden Gibraltar samma år och 1312 ockuperade han Jaén-torget i Alcaudete. 1312 påbörjade han en reform av rättsväsendet och flera andra områden inom administrationen, samtidigt som han försökte stärka den kungliga auktoriteten till nackdel för adeln.
Han dog i Jaén den 7 september 1312, vid 26 års ålder, och hans kvarlevor vilar i kyrkan San Hipólito de Córdoba.